# Pietro Ponzo
Pietro Ponzo (Vita, 18 ottobre 1851 – Salemi, 19 febbraio 1921) è stato un agricoltore italiano, vittima della mafia.

## Biografia
Di stampo socialista, partecipò alle lotte contadine sin dal periodo dei Fasci siciliani. Presidente della Cooperativa Agricola di Salemi, partecipò negli anni 1919-1920 (Biennio Rosso) alle occupazioni delle terre per l'assegnazione dei latifondi, partecipò in particolare alle occupazioni del feudo Mokarta. Fu ucciso dalla mafia il 19 febbraio 1921 a Salemi. Vennero successivamente arrestati e processati gli assassini di Pietro Ponzo ma non i mandanti.